# Чирильяно
Чирильяно (итал. Cirigliano) — коммуна в Италии, располагается в регионе Базиликата, в провинции Матера.
Население составляет 402 человека (2008 г.), плотность населения составляет 32 чел./км². Занимает площадь 14 км². Почтовый индекс — 75010. Телефонный код — 0835.
Покровителем коммуны почитается святой апостол Иаков Старший, празднование 25 июля.

## Демография
Динамика населения:

## Администрация коммуны
- Официальный сайт: https://web.archive.org/web/20090904073350/http://www.comunecirigliano.it/index_ita.asp